# Boviolles
Boviolles ist eine französische Gemeinde mit 97 Einwohnern (Stand 1. Januar 2022) im Département Meuse in der Region Grand Est (bis 2015 Lothringen); sie gehört zum Arrondissement Commercy und zum Gemeindeverband Communauté de communes de Commercy-Void-Vaucouleurs. 

## Geografie
Boviolles liegt rund 23 Kilometer südöstlich der Stadt Bar-le-Duc im Süden des Départements Meuse. Verkehrstechnisch befindet sich die Gemeinde wenige Kilometer südlich der Route nationale 4 mit dem nächsten Anschluss in Void-Vacon. Der Ort liegt am Fluss Barboure. Weite Teile des Gemeindegebiets sind bewaldet (Le Chanois, Le Nouvellois und La Rippe).
Nachbargemeinden sind Sauvoy im Nordosten, Marson-sur-Barboure im Osten und Südosten, Tréveray und Saint-Amand-sur-Ornain im Süden, Naix-aux-Forges im Westen sowie Chanteraine im Nordwesten.

## Geschichte
Überreste eines Oppidums und aus gallo-römischer Zeit belegen eine frühe Besiedlung. 
Wie alle Orte der Gegend litt Boviolles im Mittelalter unter Konflikten. Die schlimmsten Verwüstungen richteten der Hundertjährige Krieg und der Dreißigjährige Krieg an. Der Name der heutigen Gemeinde wurde im Jahr 1135 unter dem Namen Boviola/Boviolta erstmals in einem Dokument erwähnt. Im Mittelalter gehörte der Ort zur Barrois mouvant und war Teil der Champagne. 
Boviolles gehörte von 1793 bis 1801 zum District Commercy. Zudem von 1793 bis 1801 zum Kanton Reffroy und von 1801 bis 2015 zum Kanton Void-Vacon. Die Gemeinde ist seit 1801 dem Arrondissement Commercy zugeteilt.

### Bevölkerungsentwicklung
| Jahr                       | 1962 | 1968 | 1975 | 1982 | 1990 | 1999 | 2006 | 2011 | 2019 |
| Einwohner                  | 119  | 115  | 96   | 79   | 92   | 91   | 95   | 109  | 100  |
| Quellen: Cassini und INSEE |      |      |      |      |      |      |      |      |      |

## Sehenswürdigkeiten
- Überreste eines Oppidums
- Wehrkirche Église de la Nativité mit Kirchenschiff aus dem 15. Jahrhundert
- Pfarrhaus
- Dorfbrunnen im Ortszentrum
- Denkmal für die Gefallenen[1]
- Mehrere Wegkreuze rund ums Dorf
- Häuser aus dem 17. bis 19. Jahrhundert
- Ehemalige Mühle in La Barboure
- Waschhaus, erbaut im 19. Jahrhundert

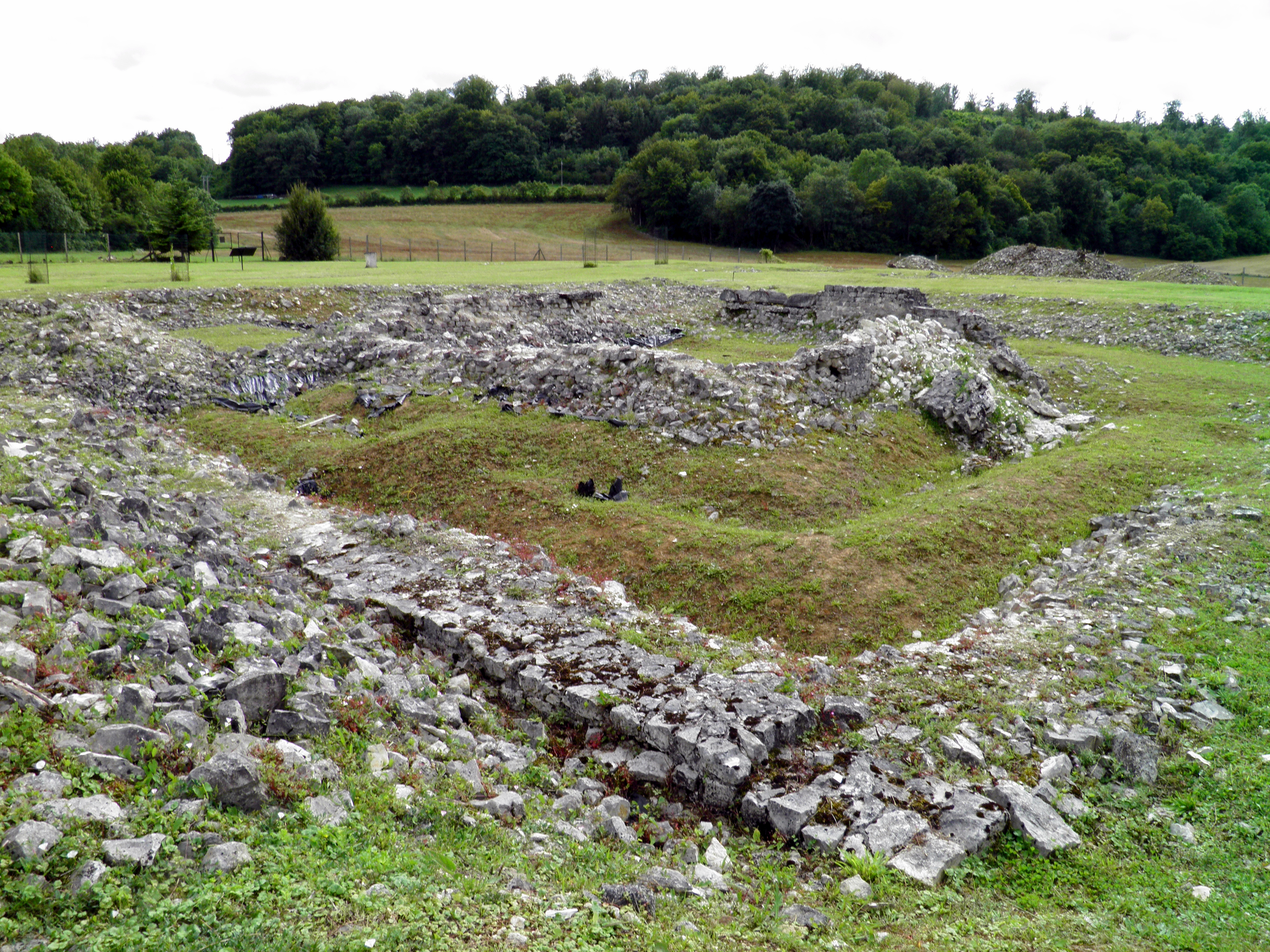
Überreste eines Tempels aus gallo-römischer Zeit
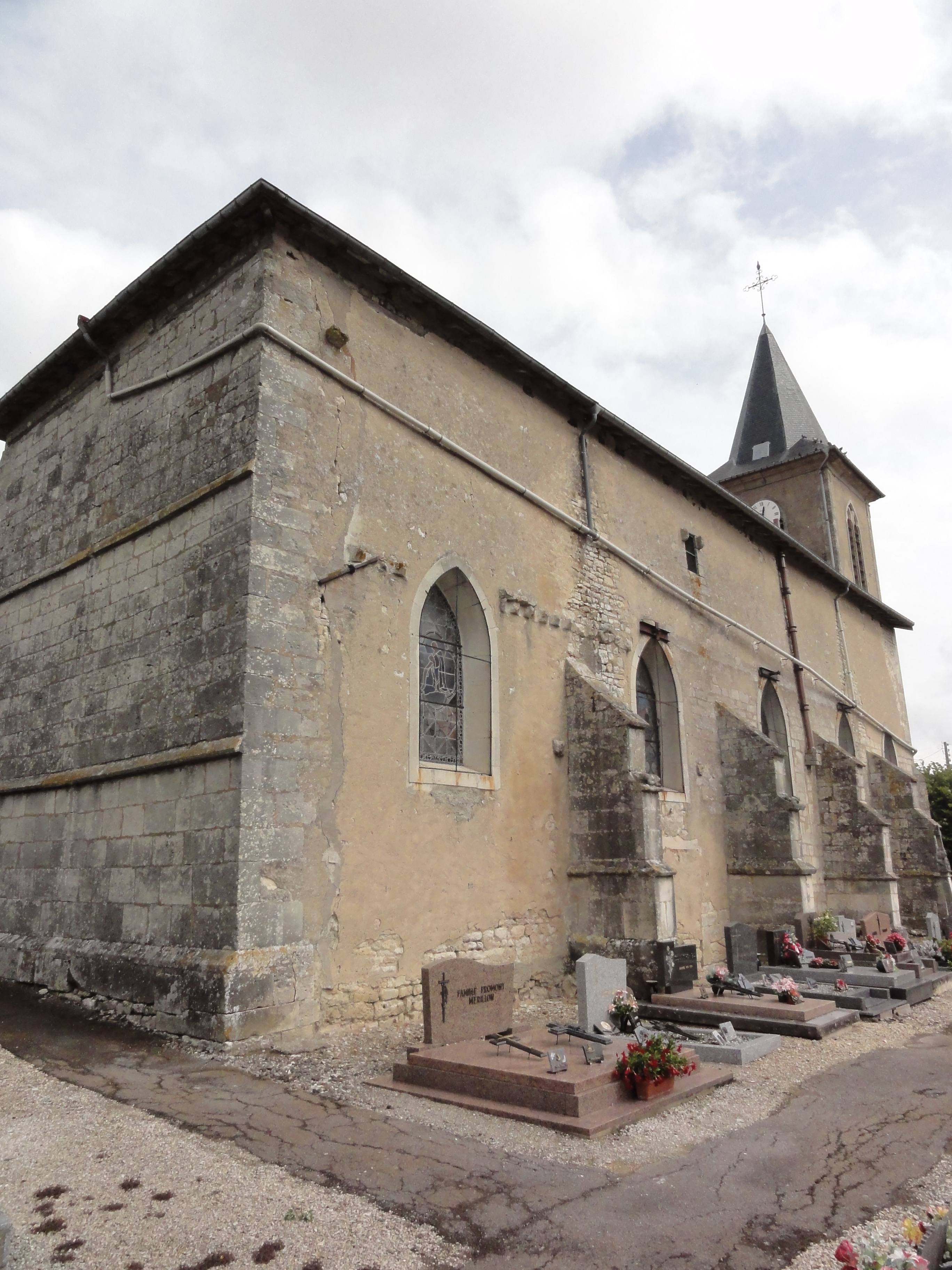
Wehrkirche Église de la Nativité
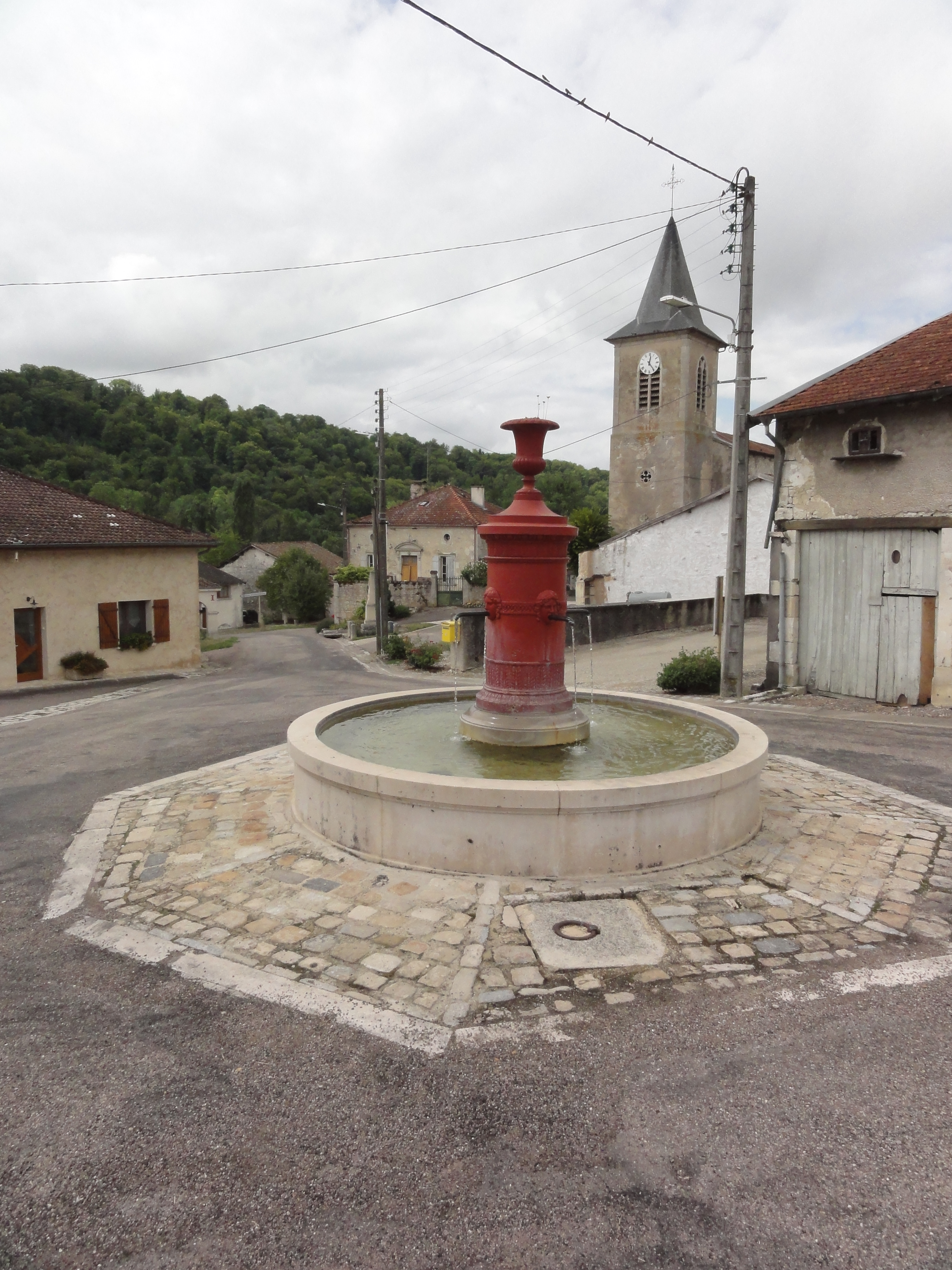
Dorfbrunnen und Ortszentrum
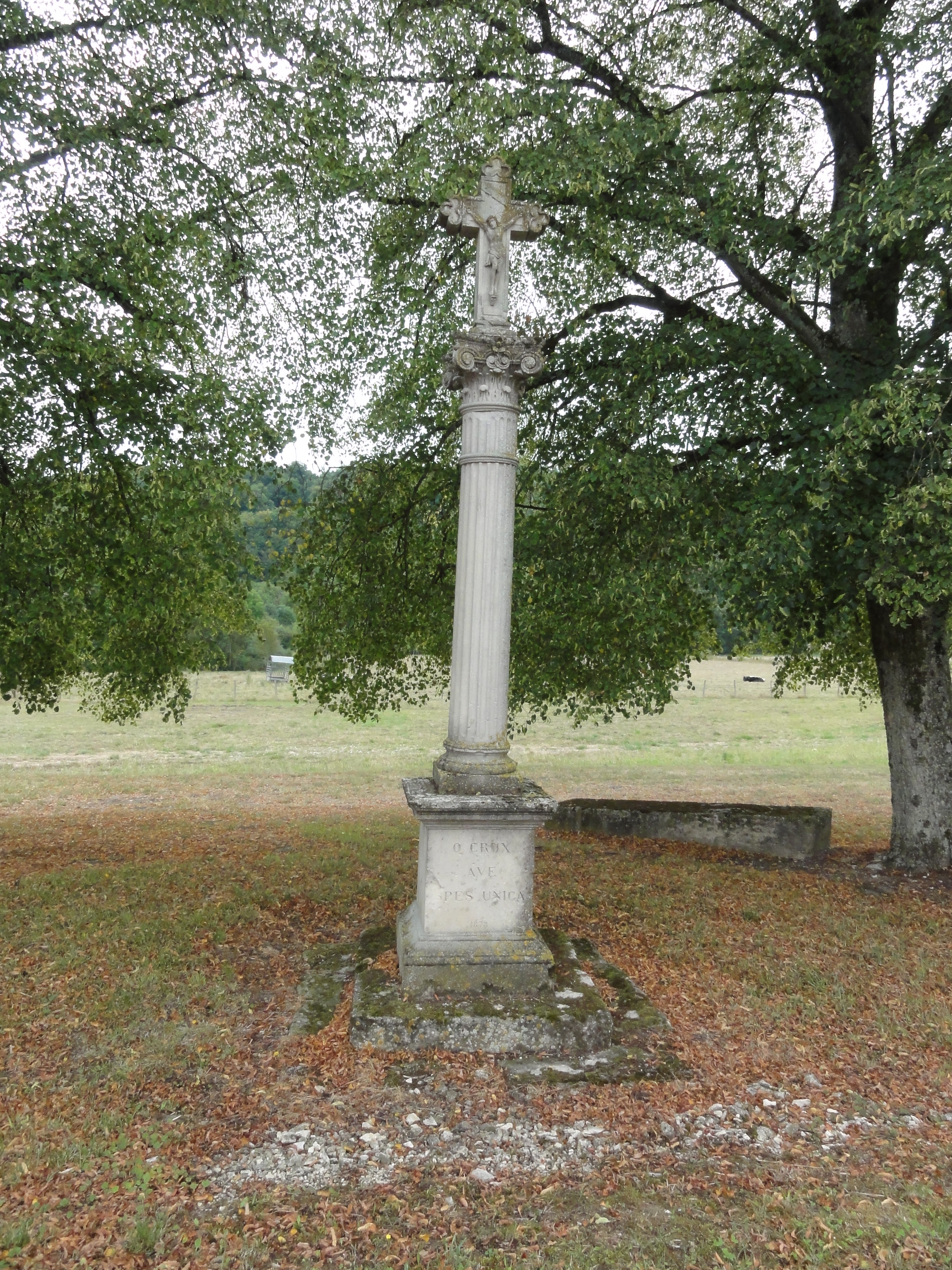
Wegkreuz
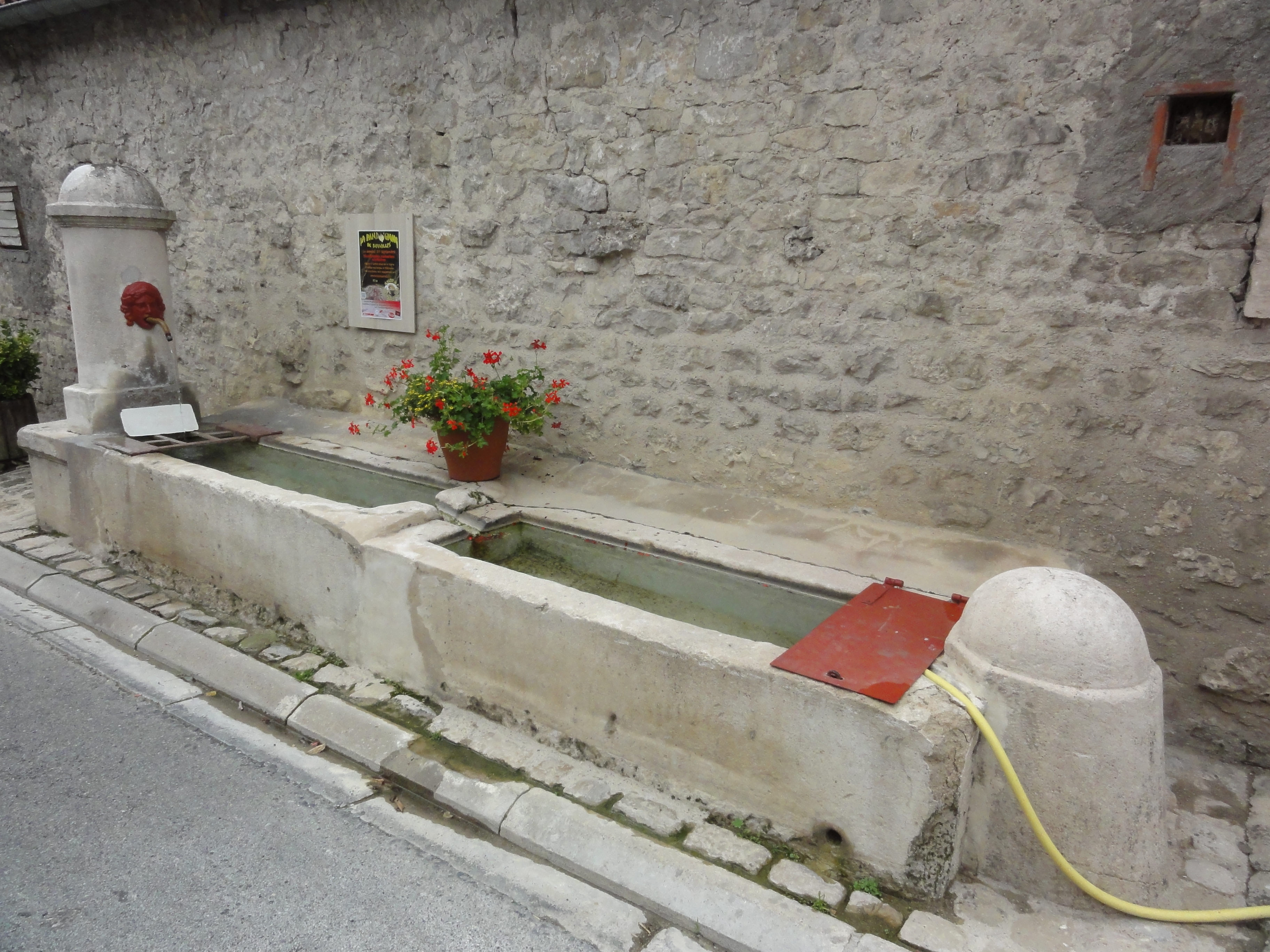
Einer der Dorfbrunnen
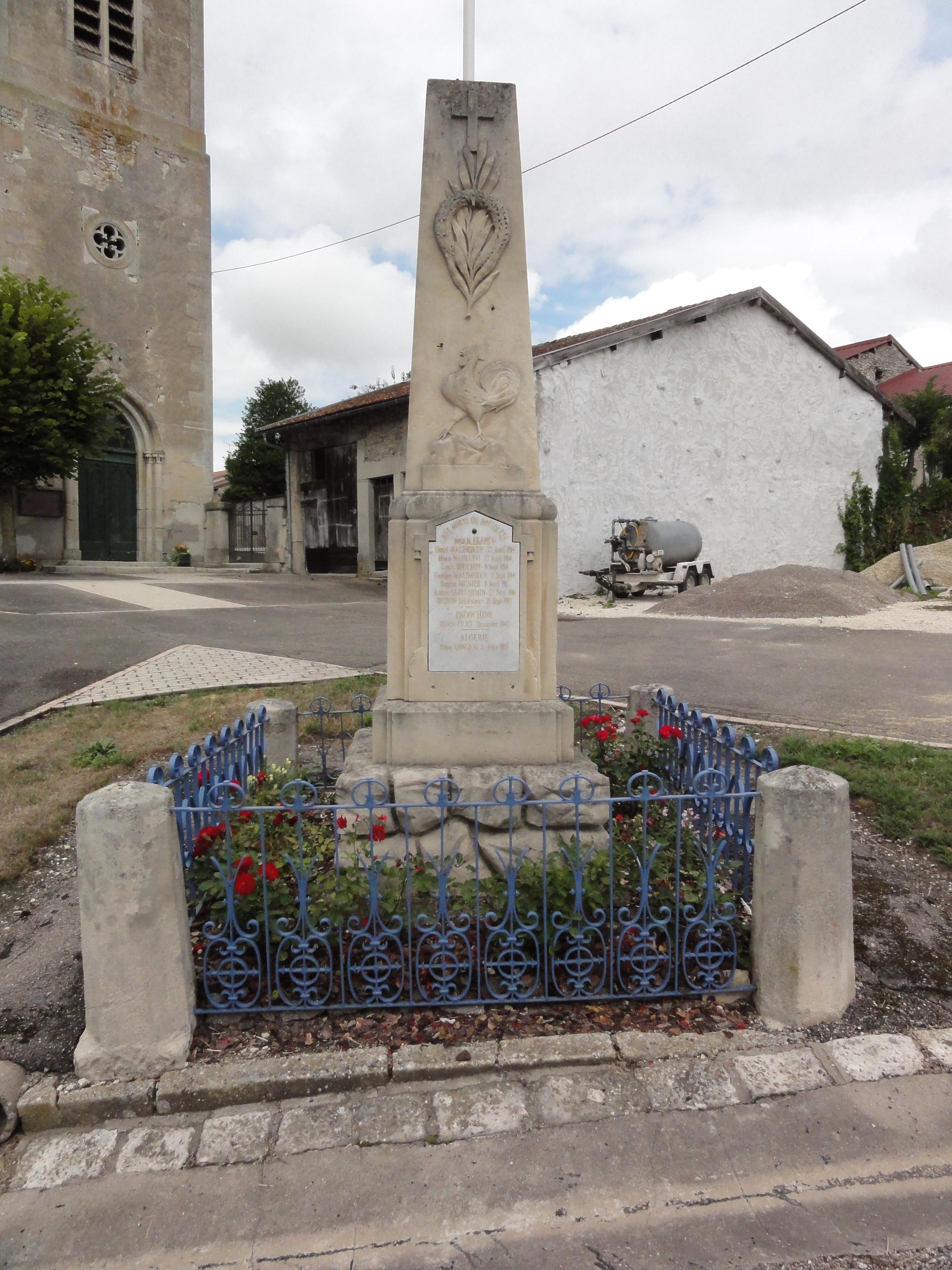
Denkmal für die Gefallenen
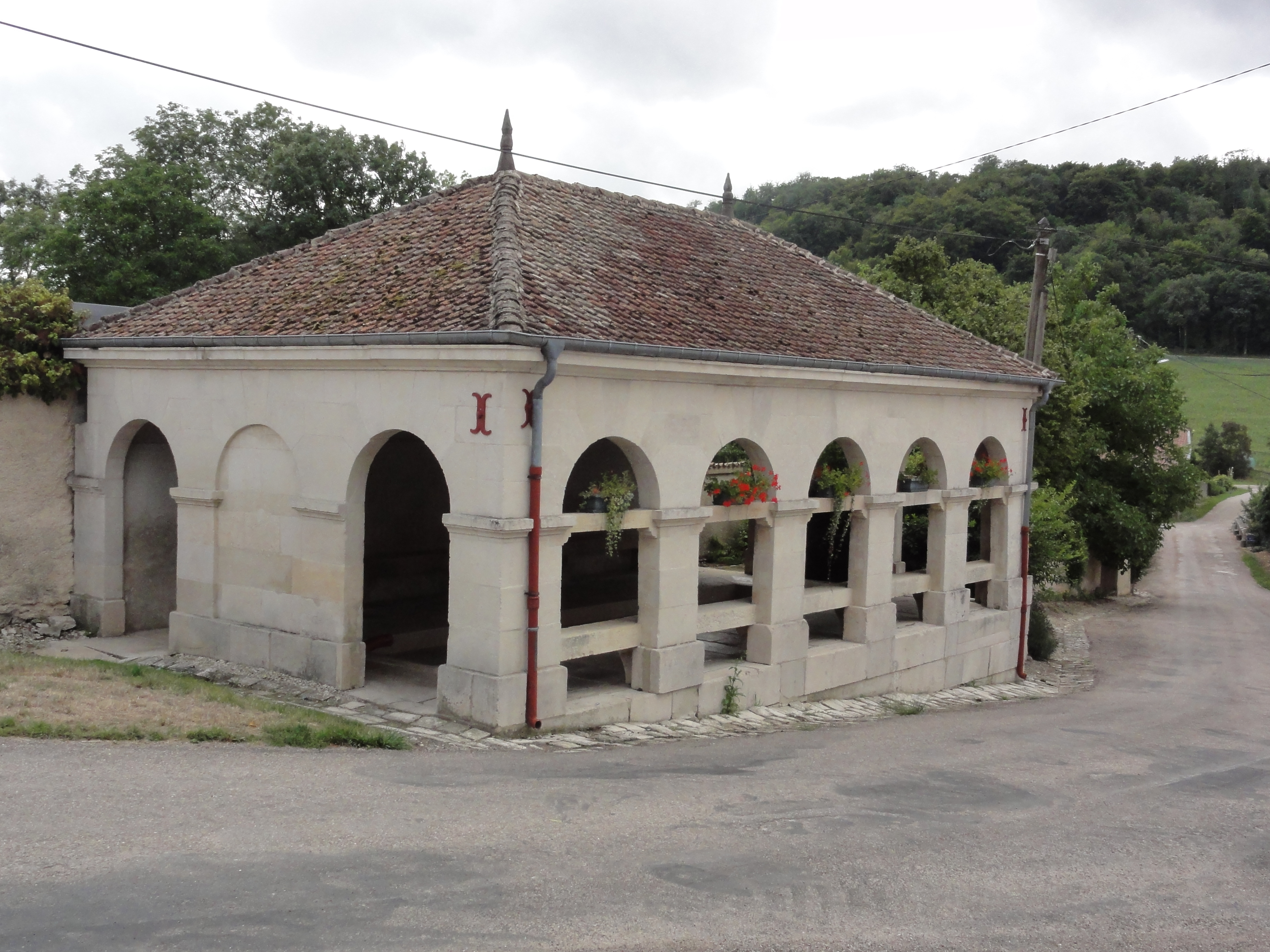
Waschhaus (Lavoir)